# AFL-CIO
La Federación Estadounidense del Trabajo y Congreso de Organizaciones Industriales (del inglés American Federation of Labor and Congress of Industrial Organizations), comúnmente llamada AFL-CIO, es la mayor central obrera de los Estados Unidos y Canadá. Fue formada en 1955 por la fusión de AFL (1886) y CIO (1935). Está compuesta por 59 federaciones nacionales e internacionales de sindicatos de Estados Unidos y Canadá que juntos representan más de 12 millones de trabajadores. Es miembro de la Confederación Internacional de Organizaciones Sindicales Libres.
Hasta 2005 operó en la práctica como central sindical unitaria, pero discrepancias internas llevaron a que varios de los mayores gremios que la conformaban se separaran de la organización.
Los presidentes de la AFL-CIO han sido:
- George Meany (1955-1979)
- Lane Kirkland (1979-1995)
- Thomas R. Donahue (1995)
- John J. Sweeney (1995-2009)
- Richard Trumka (2009-2021)